# Josef Vanický
Josef Vanický (9. února 1874, Hroška – 4. května 1936, Hradec Králové) byl průkopník sociálního a preventivního lékařství, internista, řídící lékař Okresního ústavu sociální péče zdravotní, ordinář protituberkulózní poradny, mecenáš.